# 우원식
우원식(禹元植, 1957년 9월 18일~)은 대한민국의 정치인이다. 제17·19·20·21·22대 국회의원이며, 제22대 국회 전반기 국회의장이다. 제20대 국회에서 더불어민주당 원내대표를 지냈다.

## 생애
우원식은 1957년 9월 18일 서울특별시 성동구 신당동(현 중구 신당동)에서 실향민 2세 집안의 막내로 태어났다. 1997년 연세대학교 토목공학과 학사, 2009년 연세대학교 공학대학원 환경공학 석사 학위를 취득했다.
2004년 제17대 국회의원 선거에 노원구 을에 열린우리당 후보로 출마해 국회의원에 처음으로 당선되었고, 2008년 제18대 국회의원 선거에 통합민주당 후보로 같은 지역구 국회의원 선거에 재선에 도전하고, 결과에서 한나라당 권영진 후보에게 패배한 후 2012년 제19대 국회의원 선거에서 현직 국회의원이던 새누리당 권영진 후보를 상대로 당선되면서 국회의원직에 4년만에 복귀했다.
2014년 7월 30일에 치러진 7.30 재보궐선거의 새정치민주연합 참패에 따라, 우원식 의원은 "지도부가 총사퇴 해야한다"며 최고위원직을 사임하였다. 새정치민주연합의 최고위원은 구 민주당에서 선출된 선출직 최고위원과 새정치연합 창당준비위원회에서 선임한 지명직 최고위원이 함께 있었다. 그러나 새정치민주연합으로 합당되면서, 최고위원은 모두 지명직으로 대체되었고, 당 강령에 따라 지명직 최고위원은 비상대책위원장을 맡을 수 없으므로, 7.30 재보궐선거 이후 김한길, 안철수 공동대표의 사임과 함께 비상대책위원장은 원내대표인 박영선이 선출되었다.새정치민주연합 문재인 대표는 김상곤 전 경기도 교육감을 혁신위원장으로 추대하고 전권을 위임하는 방식으로 당에 대한 혁신 작업에 착수, 위원으로 청년 당원 이동학, 대표적 진보 교수이자 논객인 조국 교수, 그리고 현역 의원으로 우원식 의원 등을 선임하여 혁신위원회 활동을 시작하였다.
제20대 국회 1기 더불어민주당 원내대표에 출마하였다. 우상호 의원과 단일화 작업에 착수하였으나 양측의 의견차가 좁혀지지 않아 단일화는 성사되지 않았고, 그대로 투표가 진행되어 1차 투표에 이어 이어진 결선 투표에서 우상호 후보에게 7표차로 낙선하였다. 2017년 5월 11일 원내대표 재도전을 위해 출마를 선언하였고, 5월 16일 신임 원내대표로 당선되었다.
2024년부터 제21대 국회의 국회의장으로 취임하였으며, 12월 윤석열 정부 비상계엄 당시 해제 결의안을 주도하였으며, 2번의 탄핵안 표결에 의장으로서 참여하였다.
우원식은 민주주의 운동가이자 전 민주통합당 수석고문인 김근태를 자신의 정치적 멘토로 여겼으며, 중요한 사안에서는 김근태가 선물한 라임색 넥타이를 착용하는 것으로 알려져 있다.

## 학력
- 1970년 숭의국민학교 졸업
- 1973년 성수중학교 졸업
- 1976년 경동고등학교 졸업
- 1997년 연세대학교 공과대학 토목공학과 학사
- 2009년 연세대학교 공학대학원 환경공학 석사

## 경력
- 1978년: 연세대학교 기독교인 총학생회 회장, 박정희 퇴진운동을 벌이다 강제징집 됨
- 1981년: 전두환 퇴진운동으로 징역 3년형 선고받음
- 1987년: 알서점 사장
- 1988년: 평화민주당 인권위원회 민권부국장
- 1989년~1992년: 평화민주통일연구회 총무국장
- 1991년: 신민주연합당 정책위원회 위원
- 1992년~1995년: 임채정 국회의원 보좌관
- 1992년~1995년: 민주당 서울특별시 지부 노원구 갑 지구당 제3지역위원장
- 도서출판 학민사 편집국장
- 녹색의 전화 환경문제상담실장
- 민주개혁정치모임 이사
- 한국환경사회정책연구소 선임연구원
- 상계쓰레기소각장 주민공동대책위원회 위원
- 수도권매립지조합회의 실무위원회 위원장
- 살기좋은 노원만들기 연구모임 공동대표
- 1995년 6월 27일 제1회 전국동시지방선거 당선[서울시의원(노원구 제4선거구), 민주당, 초선)
- 1995년: 제4대 서울특별시의회 의원(서울 노원구 제4선거구, 민선 1기, 민주당→새정치국민회의)
- 1998년: 김대중 대통령직인수위원회 자문위원
- 1998년: 고건 민선 2기 서울특별시장 인수위원회 자문위원
- 1998년: 새정치국민회의 기획조정위원회 부위원장
- 1999년~2000년: 행정자치부 제2건국운동본부 심의관
- 국민정치연구회 정책연구실 부실장
- 환경을 사랑하는 중랑천 사람들 운영위원장
- 서울 의제21위원회 폐기물분과 위원
- 강남북 균형발전 주민연대회의 의장
- 반부패국민연대 정책위원
- 노원놀이마당 사랑회 운영위원
- 북부실업자사업단 자문위원
- 1999년: 새천년민주당 창당준비위원
- 2002년~2003년: 환경관리공단 관리이사
- 2004년 4월 15일 대한민국 제17대 국회의원 선거 당선(서울 노원구 을, 열린우리당, 초선)
- 2004년 5월~2008년 5월: 제17대 국회의원(서울 노원구 을, 열린우리당→대통합민주신당→통합민주당, 초선)
- 2004년 6월~2008년 5월: 국회 서울균형발전국회의원모임 대표
- 2006년 3월~2014년 12월: 대한장애인보치아연맹 회장
- 2006년 6월~2007년 2월: 열린우리당 수석사무부총장
- 2007년 2월~2007년 3월: 열린우리당 사무총장 권한대행
- 2007년 12월~2008년 2월: 대통합민주신당 최고위원 환경을 사랑하는 중랑천 사람들 운영위원장
- 2008년: 통합민주당 정책위원회 부의장
- 2008년~2011년: 민주당 서울특별시당 노원구 을 지역위원회 위원장
- 2009년 8월~2011년 8월: 건국대학교 생명환경과학대학 겸임교수
- 2011년 10월: 2011년 하반기 재보궐선거 무소속 박원순 서울특별시장 후보 선거대책본부 공동본부장
- 2011년 12월~2013년 5월: 민주통합당 서울특별시당 노원구 을 지역위원회 위원장
- 2012년 4월 11일 대한민국 제19대 국회의원 선거 당선(서울 노원구 을, 민주통합당, 재선)
- 2012년 5월~2016년 5월: 제19대 국회의원(서울 노원구 을, 민주통합당→민주당→새정치민주연합→더불어민주당, 재선)
- 2012년 5월~2012년 9월: 민주통합당 원내대변인
- 2012년 6월~2016년 5월: 국회 탈핵 에너지전환을 위한 국회의원 모임 책임연구의원
- 2012년 9월~2012년 12월: 제18대 대통령 선거 민주통합당 문재인 대통령 후보 선거대책위원회 총무본부장
- 2012년 12월~2013년 5월: 민주통합당 원내수석부대표
- 2012년 12월~2013년 5월: 민주통합당 대외협력위원장
- 2013년 5월~2014년 3월: 민주당 최고위원
- 2013년 5월~2014년 3월: 민주당 서울특별시당 노원구 을 지역위원회 위원장
- 2013년 5월~2014년 3월: 민주당 을지로위원회 위원장
- 2013년 6월~2015년 3월: 신명나는 한반도 자전거에 사랑을 싣고 이사장
- 2014년 3월~2014년 7월: 새정치민주연합 상임최고위원
- 2014년 3월~2015년 12월: 새정치민주연합 을지로위원회 위원장
- 2014년 3월~2018년 3월 : 한국스카우트 서울북부연맹 연맹장
- 2014년 3월~2015년 12월: 새정치민주연합 서울특별시당 노원구 을 지역위원회 위원장
- 2015년 6월~2015년 10월: 새정치민주연합 혁신위원회 위원
- 2015년 12월~2024년 5월: 더불어민주당 서울특별시당 노원구 을 지역위원회 위원장
- 2016년 4월 13일 대한민국 제20대 국회의원 선거 당선(서울 노원구 을, 더불어민주당, 3선)
- 2016년 5월~2020년 5월: 제20대 국회의원(서울 노원구 을, 더불어민주당, 3선)
- 2016년 6월~2020년 5월: 국회 탈핵 애너지전환을 위한 국회의원 모임 공동대표의원
- 2017년 5월~2018년 5월: 더불어민주당 원내대표
- 2018년 9월~2020년 5월: 더불어민주당 당헌당규강령정책위원회 위원장
- 2018년 10월~2020년 5월: 더불어민주당 기후변화대응 및 에너지전환산업육성특별위원회 위원장
- 2018년 10월~2020년 5월: 더불어민주당 민생연석회의 민생정책교육홍보위원장
- 2018년 10월~2020년 5월: 더불어민주당 민생연석회의 편의점최저수익보장분과위원회 위원장
- 2020년 4월 15일 대한민국 제21대 국회의원 선거 당선(서울 노원구 을, 더불어민주당, 4선)
- 2020년 5월~2024년 5월: 제21대 국회의원(서울 노원구 을, 더불어민주당, 4선)
- 2020년 5월~2024년 5월: 국회 생명안전포럼 대표의원
- 2020년 5월~2024년 5월: 국회 기후위기그린뉴딜연구회 대표의원
- 2020년 7월~2020년 12월: 더불어민주당 국가균형발전 행정수도완성추진단 단장
- 2020년 12월~2021년 7월: 더불어민주당 국가균형발전특별위원회 위원장
- 2021년 11월~2022년 3월: 제20대 대통령 선거 더불어민주당 이재명 대통령 후보 대한민국대전환 선거대책위원회 공동선거대책위원장
- 2023년 2월~2024년 5월: 더불어민주당 기본사회위원회 수석부위원장
- 2023년 7월~2024년 5월: 더불어민주당 후쿠시마원전오염수 해양투기저지 총괄대책위원회 상임위원장
- 2024년 4월~2024년 6월: 더불어민주당 서울특별시당 노원구 갑 지역위원회 위원장
- 2024년 4월 10일 대한민국 제21대 국회의원 선거 당선(서울 노원구 갑, 더불어민주당, 5선)

다음의 직을 맡고 있다.
- 2012년 7월~: 독립기념관 이사
- 2018년 8월~: 여천홍범도장군기념사업회 이사장
- 2024년 5월~: 제22대 국회의원(서울 노원구 갑, 더불어민주당→무소속, 5선)
- 2024년 6월~: 제22회 국회 전반기 국회의장

## 의정 활동
- 1995년 7월~1998년 6월: 제4대 서울특별시의회 의원(민선 1기, 서울 노원구 제4선거구, 민주당→새정치국민회의, 초선)
  - 1995.7. 제4회 서울특별시의회 전반기 운영위원회 위원
  - 1995.7. 제4회 서울특별시의회 전반기 생활환경위원회 위원
  - 1995.8. 제4회 서울특별시의회 전반기 지방자치발전특별위원회 위원
  - 1997.3. 제4회 서울특별시의회 후반기 환경보전대책특별위원회 위원
  - 1997.12. 제4회 서울특별시의회 후반기 여성특별위원회 위원
  - 1997.12. 제4회 서울특별시의회 후반기 경제위기극복대책특별위원회 위원
  - 제4회 서울특별시의회 새정치국민회의 대변인
- 2004년 5월 30일~2008년 5월 29일: 제17대 국회의원(서울 노원구 을, 열린우리당→대통합민주신당→통합민주당, 초선)
  - 2004년 7월~2004년 12월: 제17대 국회 전반기 환경노동위원회 위원
  - 2004년 12월~2005년 2월: 제17대 국회 전반기 법제사법위원회 위원
  - 2005년 2월~2008년 5월: 제17대 국회 전반기, 후반기 환경노동위원회 위원
- 2012년 5월 30일~2016년 5월 29일: 제19대 국회의원(서울 노원구 을, 민주통합당→민주당→새정치민주연합→더불어민주당, 재선)
  - 2012년 7월~2013년 3월: 제19대 국회 전반기 교육과학기술위원회 위원
  - 2012년 7월~2013년 2월: 제19대 국회 전반기 운영위원회 위원
  - 2013년 2월~2013년 4월: 제19대 국회 전반기 운영위원회 간사
  - 2013년 3월~2014년 6월: 제19대 국회 전반기 교육문화체육관광위원회 위원
  - 2014년 6월~2015년 5월: 제19대 국회 후반기 예산결산특별위원회 위원
  - 2014년 6월~2016년 5월: 제19대 국회 후반기 환경노동위원회 위원
- 2016년 5월 30일~2020년 5월 29일: 제20대 국회의원(서울 노원구 을, 더불어민주당, 3선)
  - 2016년 6월 ~2017년 7월: 제20대 국회 전반기 산업통상자원위원회 위원
  - 2016년 7월~2016년 10월: 제20대 국회 가습기살균제 사고 진상규명과 피해구제 및 재발방지 대책마련을 위한 국정조사특별위원회 위원장
  - 2017년 5월~2018년 5월: 제20대 국회 전반기 운영위원회 위원
  - 2017년 5월~2018년 5월: 제20대 국회 전반기 정보위원회 위원
  - 2017년 7월~2018년 5월: 제20대 국회 전반기 산업통상자원중소벤처기업위원회 위원
  - 2018년 7월~2020년 5월: 제20대 국회 후반기 산업통상자원중소벤처기업위원회 위원
  - 2018년 10월~2019년 6월: 제20대 국회 남북경제협력특별위원회 위원
- 2020년 5월 30일~2024년 5월 29일: 제21대 국회의원(서울 노원구 을, 더불어민주당, 4선)
  - 2020년 6월~2022년 5월: 제21대 국회 전반기 기획재정위원회 위원
  - 2022년 7월~2023년 5월: 제21대 국회 후반기 예산결산특별위원회 위원장
  - 2022년 7월~2024년 5월: 제21대 국회 후반기 환경노동위원회 위원
- 2024년 5월 30일~: 제22대 국회의원(서울 노원구 갑, 더불어민주당→무소속,[A] 5선)
  - 2024년 6월~ 제22대 국회 전반기 국회의장

## 수상
- 2019 에너지전환포럼 에너지전환상
- 2019 환경운동연합 환경 최우수의원상
- 2018 제20회 백봉신사상 신사의원 베스트
- 2018 제11회 국정감사 우수 국회의원 및 지방자치단체 의정활동평가 대상 국정감사 최우수 의정활동 대상
- 2018 대한민국 자치발전 대상 국정부문
- 2017 제19회 백봉신사상 신사의원 베스트
- 2017 환경운동연합 환경 최우수의원상
- 2017 제6회 국회를 빛낸 바른 언어상 으뜸상
- 2016 NGO 모니터단 선정 국정감사 우수의원
- 2015 NGO 모니터단 선정 국정감사 우수의원
- 2014 NGO 모니터단 선정 국정감사 우수의원
- 2014 대한민국 환경문화대상 우수국회의원 대상
- 2014 대한민국 실천대상 의정활동대상
- 2013 NGO 모니터단 선정 국정감사 우수의원
- 2013 유권자시민행동 국정감사 최우수상
- 2013 전국시민단체총연합 모범우수 국회의원
- 2012 NGO 모니터단 선정 국정감사 우수의원
- 2008 뉴스메이커 선정 제17대 국회 최우수 국회의원
- 2007 NGO 모니터단 선정 국정감사 우수의원
- 2006 NGO 모니터단 선정 국정감사 우수의원
- 2005 NGO 모니터단 선정 국정감사 우수의원
- 2004 NGO 모니터단 선정 국정감사 우수의원
- 1999 한국여성민우회 멋있는 남편상

## 가족 관계
- 외증조부 김동헌
  - 외조부 김한(1887년 11월 16일~1938년 7월 13일, 향년 50세)
  - 외조모 배명원
    - 큰이모 김원정
    - 작은이모 김인정
    - 어머니 김례정(1917년 9월 16일~2020년 9월 29일, 향년 103세)
    - 아버지 우제화(1913년 12월 24일~1987년, 향년 74세)
      - 형 우정식(1933~?), 우준식(1937~), 우영식(1938~), 우인식(1949~), 우천식(1954~,제4·5대 전라남도 중소기업 종합지원센터 본부장(현 전라남도중소기업일자리경제진흥원장))
      - 누나 우관혜, 우정혜, 우덕혜, 우승혜, 우난혜
      - 배우자 신경혜(이화여자대학교 출신이며 임상심리사로 활동함.)
        - 아들, 딸

    - 외삼촌 김담

## 역대 선거 결과
|  | 36.71% |

|  | 55.44% |

|  | 41.51% |

|  | 44.09% |

|  | 49.72% |

|  | 51.95% |

|  | 62.67% |

|  | 58.99% |

## 소속 정당
| 소속 정당 | 소속 정당      | 소속 기간 | 비고      |
| --------- | -------------- | --------- | --------- |
|           | 평화민주당     | 1988~1991 | 정계 입문 |
|           | 신민주연합당   | 1991      | 당명 변경 |
|           | 민주당         | 1991~1995 | 합당      |
|           | 무소속         | 1995      | 탈당      |
|           | 새정치국민회의 | 1995~2000 | 창당      |
|           | 새천년민주당   | 2000~2003 | 합당      |
|           | 무소속         | 2003      | 탈당      |
|           | 열린우리당     | 2003~2007 | 창당      |
|           | 대통합민주신당 | 2007~2008 | 합당      |
|           | 통합민주당     | 2008      | 합당      |
|           | 민주당         | 2008~2011 | 당명 변경 |
|           | 민주통합당     | 2011~2013 | 합당      |
|           | 민주당         | 2013~2014 | 당명 변경 |
|           | 새정치민주연합 | 2014~2015 | 합당      |
|           | 더불어민주당   | 2015~2024 | 당명 변경 |
|           | 무소속         | 2024~현재 | 탈당      |

## 같이 보기
- 노원구 갑
- 노원구 을
- 서울 노원구의 국회의원
- 대한민국의 국회의장

## 내용주
1. ↑  ※대한민국 제22대 국회 전반기 국회의장에 선출되었다.[3]

## 참조주
1. ↑  국회의장 취임으로 인한 탈당. 이전 정당은 더불어민주당.
2. ↑  “Why Speaker Woo Won-shik wore a lime-green tie during impeachment”.
3. ↑  ※국회법. [시행 2024. 3. 12.] [법률 제20372호, 2024. 3. 12., 일부개정]
"제20조의2(의장의 당적 보유 금지) ① 의원이 의장으로 당선된 때에는 당선된 다음 날부터 의장으로 재직하는 동안은 당적(黨籍)을 가질 수 없다. 다만, 국회의원 총선거에서 「공직선거법」 제47조에 따른 정당추천후보자로 추천을 받으려는 경우에는 의원 임기만료일 90일 전부터 당적을 가질 수 있다.

② 제1항 본문에 따라 당적을 이탈한 의장의 임기가 만료된 때에는 당적을 이탈할 당시의 소속 정당으로 복귀한다."